# Луис Гаравито
Луис Алфредо Гаравито Кубилос (Генова, 25. јануар 1957 — Ваљедупар, 12. октобар 2023) био је серијски убица из Колумбије. Године 1999. признао је да је силовао и убио 147 младих момака. Његове жртве, на основу локација скелета, могао би да пређе број од 300 жртава. Због великог броја жртава, од стране локалних медија као и од многих људи, описан је као најгори серијски убица у историји.

## Детињство и младост
Гаравито је рођен 25. јануара 1957. године у покрајни Генова у Колумбији. Он је био најстарији од 7 браће. Отац га је физички и психички злостављао, а у свом сведочењу, описује се као жртву сексуалног насиља у младости.

## Хапшење, казна, затвор
Гаравито је ухапшен 22. априла 1999. године. Признао је убиство 140 деце, а оптужен је за убиство 172 човека широм Колумбије. Проглашен је кривим. Његова затворска казна смањена је на 22 године затвора зато што је помогао у проналаску теле жртава. Казна му се још увек може смањити, и чак може да буде раније пуштен на слободу због доброг понашања и сарађивања са полицијом.

## Јавни одговор
Многи становници Колумбије су критиковали његово пуштање на слободу. Многи се такође жале да Гаравито није добио довољну затворску казну. Неки мисле да би требало да добије доживотну затворску или смртну казну. Но, ниједна од ових казни у Колумбији не постоји.